# Miometri
El miometri és una capa muscular molt flexible a l'úter de la dona. Es troba al voltant de l'endometri, que és una mucosa glandular, i per sobre del miometri hi ha el perimetri, que és una membrana serosa, una membrana molt fina composta d'una capa de cèl·lules epitelials i una de teixit conjuntiu, que envolta les cavitats corporals i els órgans que les ocupen. Els estrògens augmenten la contractibilitat del miometri mentre que la progesterona el relaxa.
El miometri és un múscul llis. Aquest múscul es contrau (contracció uterina) rítmicament durant el part, en onades que van de dalt a baix, per a ajudar a fer sortir el nadó. També es contrau abans del part, amb contraccions cada cop més freqüents i que fan que el cos tingui el reflex de dilatar el coll uterí perquè pugui passar el nadó. També té una funció important després de la sortida del nadó, ja que la seva contracció evita que la mare es dessagni amb la sortida de la placenta. El miometri és el teixit més flexible del cos humà. Durant l'embaràs s'estira prou perquè càpiga el fetus fins a la seva naixença i després al postpart torna a la seva mida habitual. El miometri es pot exercitar per mitjà de contraccions i relaxacions, com qualsevol altre múscul. Alguns fisioterapeutes recomanen l'ús de les esferes intravaginals per a aquest fi.
Les malalties amb el prefix metro- corresponen a malalties o problemes de l'úter. Així pot passar que al postpart no aconsegueixi reduir prou el seu volum com per a quedar com abans, donant lloc a una hemorràgia uterina que s'anomena metrorràgia miopàtica. Una altra malaltia que pot afectar el miometri és el coriocarcinoma, un càncer de la matriu.